# Пітер Сімпсон (футболіст, 1945)
Пітер Сімпсон (англ. Peter Simpson, нар. 13 січня 1945, Горлестон) — англійський футболіст, що грав на позиції захисника. Найбільш відомий за виступами за лондонський «Арсенал», у складі якого став чемпіоном Англії, володарем Кубка Англії та володарем Кубка ярмарків, та зіграв 370 матчів лише в чемпіонаті країни.

## Ігрова кар'єра
Пітер Сімпсон народився 1945 року в місті Горлестон. Розпочав займатися футболом у школі клубу «Арсенал», в якій і розпочав професійну футбольну кар'єру в 1964 році. У складі лондонської команди Сімпсон грав з невеликими перервами до 1978 року, за цей час зіграв у складі «Арсенала» 370 матчів чемпіонату, та був основним гравцем захисту команди. За цей час футболіст у складі «канонірів» став чемпіоном Англії, та був володарем Кубка Англії та Кубка ярмарків. Під час виступів Сімпсона у складі «Арсенала» керівництво клубу кілька разів на короткий час відпускало гравця в оренду до клубів Північноамериканської футбольної ліги «Торонто Фалконс», «Бостон Біконс» та «Ванкувер Вайткепс». Після закінчення виступів у складі лондонського клубу Сімпсон у 1978—1979 роках грав у складі команди Північноамериканської футбольної ліги «Джексонвілл Ті Мен». У 1979 році футболіст повернувся до Англії, де ще грав у нижчоліговому клубі «Гендон», після чого завершив виступи на футбольних полях.

## Титули і досягнення
- Чемпіон Англії (1):

«Арсенал»: 1970–1971
- Володар Кубка Англії з футболу (1):

«Арсенал»: 1970–1971
- Володар Кубка ярмарків (1):

«Арсенал»: 1969–1970